# Sonata per a violí núm. 17 (Mozart)
La Sonata per a violí núm. 17 en do major, K. 296, fou composta per Wolfgang Amadeus Mozart l'11 de març de 1778 a Mannheim (Alemanya). Va sortir publicada l'any 1781 com a part de l'Op. 2 de Mozart. Aquesta és la primera de les seves sonates per a violí de l'etapa madura, que va compondre al llarg d'uns deu anys, entre 1778 i 1788. Dedicà aquesta obra a Josepha Barbara Auernhammer.
Consta de tres moviments:
1. Allegro vivace
2. Andante sostenuto
3. Allegro